# Siège de Béxar
 (juin 2011).
Si vous disposez d'ouvrages ou d'articles de référence ou si vous connaissez des sites web de qualité traitant du thème abordé ici, merci de compléter l'article en donnant les références utiles à sa vérifiabilité et en les liant à la section « Notes et références ».
Le siège de Béxar (ou Bejar en espagnol) est une bataille de la révolution texane qui s'est produite en 1835 et a opposé 600 insurgés Texans à une armée de 1 200 Mexicains. Elle a eu lieu à Béxar, l'actuelle San Antonio au Texas.